# Livino de Gante

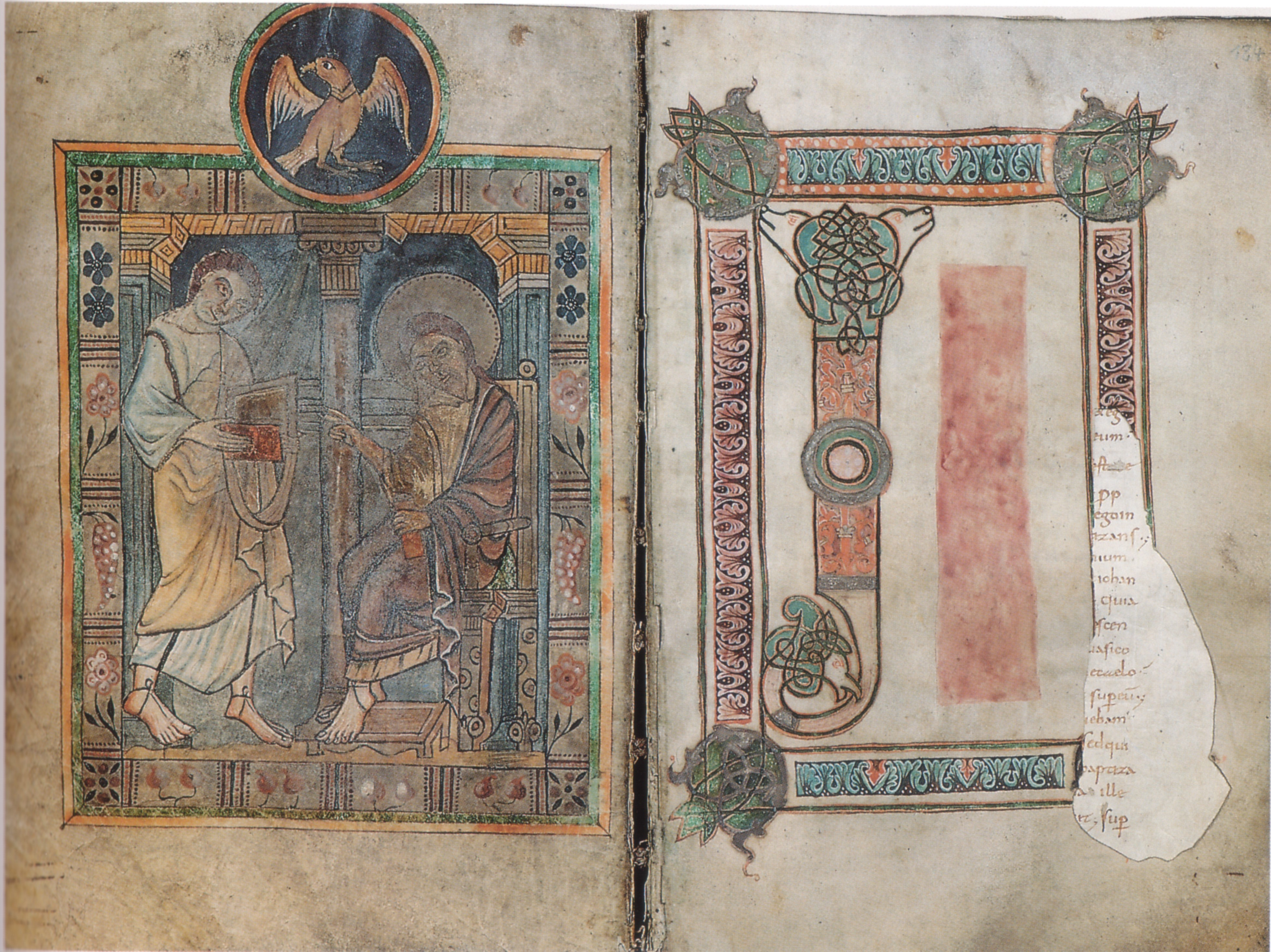
O chamado de Livino, Gante (século 9)

Livino de Gante (ca. 580 – 12 de novembro de 657) foi um missionário em Flandres e Brabante, venerado como santo e mártir na tradição católica e, mais especialmente na Catedral de São Bavão, em Gante. Seu dia de festa é 12 de novembro.

## Lenda e a hagiografia
Detalhes da biografia de São Lebuíno foram usados para compilar o Passio de São Livinus.
Diz a lenda que Livino nasceu na nobreza irlandesa. Após estudar na Inglaterra, onde visitou Santo Agostinho de Cantuária, ele voltou para a Irlanda. Mais tarde, ele passou por um peregrinatio Domini e deixou a Irlanda para Gante, na Bélgica, e Zelândia, nos Países Baixos, onde ele pregou. Durante um de seus sermões, Livino foi atacado na aldeia de Esse, perto de Geraardsbergen, por um grupo de pagãos que cortaram a sua língua e sua cabeça.
As aldeias de Sint-Lievens-Esse, onde ele foi assassinado, e Sint-Lievens-Houtem, onde ele foi enterrado, foram nomeadas em homenagem a ele.
Seus restos mortais foram transferidos para Gante na virada do milênio, mas sumiu e acredita-se ter sido destruída em 1578, durante a segunda Iconoclastia.

## Controvérsia
Pesquisa recente questiona a existência de São Livino. Existem semelhanças entre São Livino e São Lebuíno, um missionário inglês que morreu em Deventer  em 775 e que é comemorado no dia 12 de novembro na diocese de Utrecht. Ambos foram envolvidos no batismo de pagãos nos Países Baixos e tiveram semelhantes conflitos. Tem sido argumentado que os monges da Catedral de São Bavão, em Gante, presumivelmente  o local de residência de Livino, lançaram os cultos de São Livino e encontraram inspiração na vida de São Lebuiíno